# Wilder Penfield
Wilder Graves Penfield (Spokane, 26 gennaio 1891 – Montréal, 5 aprile 1976) è stato un neurologo canadese, che ha dato contributi di grande importanza allo studio del tessuto nervoso, di malattie neurologiche (in particolare dell'epilessia) e delle tecniche di chirurgia cerebrale.
Fu uno dei primi ad applicare la stereotassi, tecnica che consiste nello stimolare selettivamente zone assai piccole di tessuto nervoso cerebrale per mezzo di aghi o di elettrodi.

Applicando la stereotassi, fece la sua scoperta più sorprendente: la stimolazione di determinate aree cerebrali provoca la rievocazione di ricordi, ossia può far rivivere con grande chiarezza avvenimenti del tutto dimenticati, talvolta con le sensazioni (suoni, odori,...) ad essi associati, ipotizzando che il cervello contenesse la registrazione di tutte le esperienze della vita.
Gli si deve la descrizione dell'homunculus motorio e dell'homunculus sensitivo, cioè della rappresentazione - rispettivamente sulla corteccia motoria primaria e sulla corteccia sensoriale primaria - delle diverse parti del corpo.

## Biografia

### La giovinezza
Wilder vive fino all'età di 8 anni a Spokane, Washington, quando poi i genitori sono costretti a separarsi (per motivi finanziari legati alla pratica medica del padre) lui, la madre, il fratello e la sorella si trasferiscono a Hudson a casa dei nonni materni, Amos ed Elizabeth Jefferson, dove trascorrono i seguenti 6 anni. Proprio in questi anni la madre viene a conoscenza della "Rhodes Scholarship" dell'Università di Oxford, una borsa di studio che garantiva la possibilità di studiare per tre anni a titolo completamente gratuito presso la prestigiosa università inglese, istituita pochi anni prima da un omonimo gentiluomo, che richiedeva una preparazione da “all around man” (termine inglese che sta ad indicare una persona che eccelle in diversi campi oltre lo studio) per essere ammessi, e convince il figlio ad impegnarsi per raggiungere questo obiettivo.
Quando poi il fratello e la sorella si sposano la madre decide di lasciare casa Jefferson e di collaborare alla fondazione di una scuola privata maschile, la "Galahad School", dove Wilder continuerà i suoi studi e diverrà capitano della squadra di football.

### Gli anni dell'università

#### Princeton
Dopo il diploma, grazie anche all'aiuto economico del nonno, si iscrive a Princeton con la speranza che essendo il New Jersey uno stato di dimensioni ridotte la competizione per la Rhodes Scholarship fosse minore che in altre università come Harvard o Yale.
Qui inizia subito a darsi da fare per divenire un “all around man”: entra nella squadra di football, dove gioca come riserva nella prima stagione ma, dopo aver rinforzato il suo fisico grazie alla pratica della lotta, vince dei premi messi in palio per i migliori calciatori ed entra come titolare nella squadra.
Proprio quando arrivano questi successi sportivi, egli si rende conto della loro inutilità per il suo futuro, ed inizia a guardasi intorno per i test di preselezione, non sapendo ancora quale sarebbe stato il suo futuro, ma convinto di non volersi dedicare alla medicina.
Un giorno poi stila una lista delle possibili carriere da intraprendere e scartandole a una a una a seconda delle sue attitudini arriva a scegliere proprio quella medica. In cima alla lista aveva scritto l'obbiettivo da raggiungere: “To support myself and my family, and somehow to make the world a better place in which to live”.
In quegli anni, durante una delle sue poche vacanze lontano da Princeton conosce la sua futura moglie, Helen Kermott, alla quale promette di tornare per prenderla in moglie dopo essere divenuto un medico.

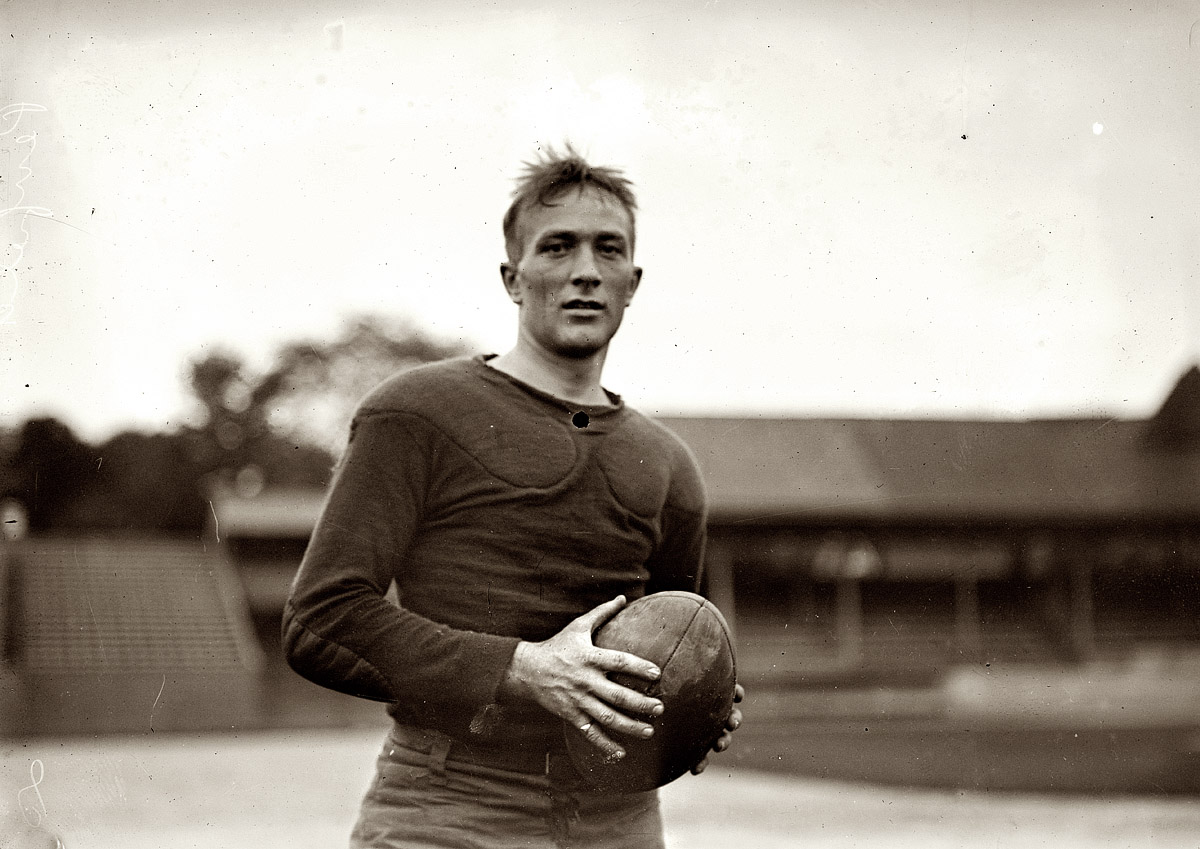
W. Penfield a Princeton

A Princeton diviene manager della squadra di baseball ed eccelle negli studi, cosa che lo aiuta a venire eletto come rappresentante di classe e descritto dai suoi stessi compagni come il miglior “all-around-man”, cosa che gli provoca non poca gioia. Gioia che però viene meno quando, il natale del suo ultimo anno a Princeton, fa domanda per un posto alla Rhodes Scholarship, che viene però assegnato ad un altro studente, vanificando così tutti i suoi sforzi in merito. Avendo previsto questa possibilità è pronto a dedicare il prossimo anno alla raccolta dei fondi necessari ad iniziare i suoi studi di medicina, cosa che fa dando fondo a tutte le sue doti personali, lavorando come educatore, allenatore di football e insegnante. In particolare trascorre l'estate lavorando come tutor per i bambini del dottor John M. T. Finney, un famoso chirurgo di Baltimora di cui fa la conoscenza quando, dopo aver notato che la mascotte della squadra di football di Princeton era affetta da nanismo, cerca qualcuno in grado di garantirle un esame medico; quando però l'uomo viene studiato si scopre che ormai è in età troppo avanzata per essere curato. Wilder rimane molto colpito da questo avvenimento al punto che anni dopo nella sua autobiografia scriverà che “Medical and human successes are not always the same”.

#### Ilresponsions
Con l'avvento del 1914 si affretta a fare nuovamente domanda per la Rhodes Scholarship e viene accettato a sostenere la prova di ammissione che si terrà nell'autunno dello stesso anno, ma a una condizione: dovrà superare il test di greco necessario per l'ammissione ad Oxford, il “Responsions”.
Così recupera i libri di greco e, tra le lezioni e gli allenamenti di football, si prepara per il test che suo malgrado si rivelerà più difficile del previsto e lo porterà al fallimento. Durante quell'anno accetta però il ruolo di allenatore capo nel team universitario di football a Princeton e durante l'estate frequenta un corso di anatomia ad Harvard, ottenendo il permesso di iscriversi successivamente ad Oxford, sempre nel caso in cui avesse superato il test di greco previsto in autunno.
A Boston segue il corso di anatomia con il dottor Robert Green, un eccellente medico e un appassionato di letteratura greca che, venuto a sapere del “responsions” lo invita a portare ogni mattina con sé il volume che dovrà essere in grado di tradurre all'esame, in modo da poterlo aiutare. Il settembre dello stesso anno affronta nuovamente la prova e la supera. Ironia del destino pochi giorni dopo l'Università di Oxford gli invia una lettera nella quale gli comunica che il “responsions”, esame in vigore sin dalla fondazione dell'istituto, verrà abolito.
Ma ancora una volta i suoi piani dovranno cambiare: proprio quell'autunno infatti, in Europa, scoppia la prima guerra mondiale. Vedendo Oxford sempre più lontana decide allora di iniziare a studiare medicina negli Stati Uniti ed in particolare si immatricola presso il "College of Physicians and Surgeons" a New York. Tuttavia, dopo solo sei settimane, una lettera giunta da Oxford lo informa del fatto che i corsi si svolgeranno regolarmente e che gli studenti americani sono ben accetti.

#### La Oxford University
Giunto in Inghilterra il suo morale è alle stelle, il sogno che aveva da bambino si sta avverando e ora ha la possibilità di fare quello che vuole continuando a seguire la sua passione per gli sport e soprattutto potendo studiare con uno dei suoi eroi: Sir William Osler. Viene anche ospitato a casa di Osler per delle settimane dopo che, arruolatosi come volontario nella Croce Rossa, la barca sulla quale stava viaggiando viene affondata dai tedeschi.
Oltre Osler ad Oxford ha modo di conoscere il professor Charles Scott Sherrington, un uomo dai molti talenti nonché un importante neurofisiologo che lo introduce ai misteri del sistema nervoso ed i cui scritti continuerà a studiare per tutta la vita.
Nell'autunno del 1916 entra alla Johns Hopkins Medical School per seguire il terzo anno dei suoi studi di medicina, un anno che lo impegna molto a causa dello studio e di importanti esami.
Il 6 giugno del 1917 sposa Helen Kermott a Hudson, e subito dopo parte con lei alla volta della Francia per lavorare in un ospedale della Croce Rossa a Parigi. Decide poco dopo di arruolarsi nell'American Army Medical Corps ma viene fermato dal dottor J.M.T. Finney che, giunto in Francia per servire nell'esercito, lo convince del fatto che al suo paese occorrono medici preparati e non volontari in giro per il mondo.
Tornato allora negli Stati Uniti termina i suoi studi e nel giugno del 1918 si laurea in medicina alla Johns Hopkins University, proprio in quei giorni nasce suo figlio Wilder Junior. Rimarrà a Baltimora il tempo necessario a concludere la sua prima ricerca sull'importanza della sostituzione del sangue con altre sostanze per combattere condizioni di shock (un tema decisamente importante in tempi di guerra).

### La Carriera

#### Gli inizi
Nel 1918-1919 presta servizio presto il Peter Bent Brigham Hospital a Boston; decide poi di partire per Oxford per completare i suoi studi specializzandosi in tutto ciò che riguarda il cervello e la mente umana, dalla neuropatologia alla neuroanatomia, per diventare un giorno un neurochirurgo. Il 16 luglio del 1919 nasce la sua seconda figlia, Ruth Mary.
Torna poi a Londra per lavorare presso il National Hospital a Queen Square, dove ha modo di conoscere le menti emergenti nel campo della neuropatologia (tra gli altri George Riddoch, Charles Symonds, Russell Brain e F.M.R. Walsche) ed in particolare stringe ottimi rapporti con una delle personalità più forti dell'ambiente: Sir Gordon Morgan Holmes.
Nel 1921 torna negli Stati Uniti in cerca di un lavoro e pur ricevendo diverse offerte rimane spesso colpito dalla mente chiusa e dalla mancanza di una visione al futuro dei brillanti giovani medici americani.

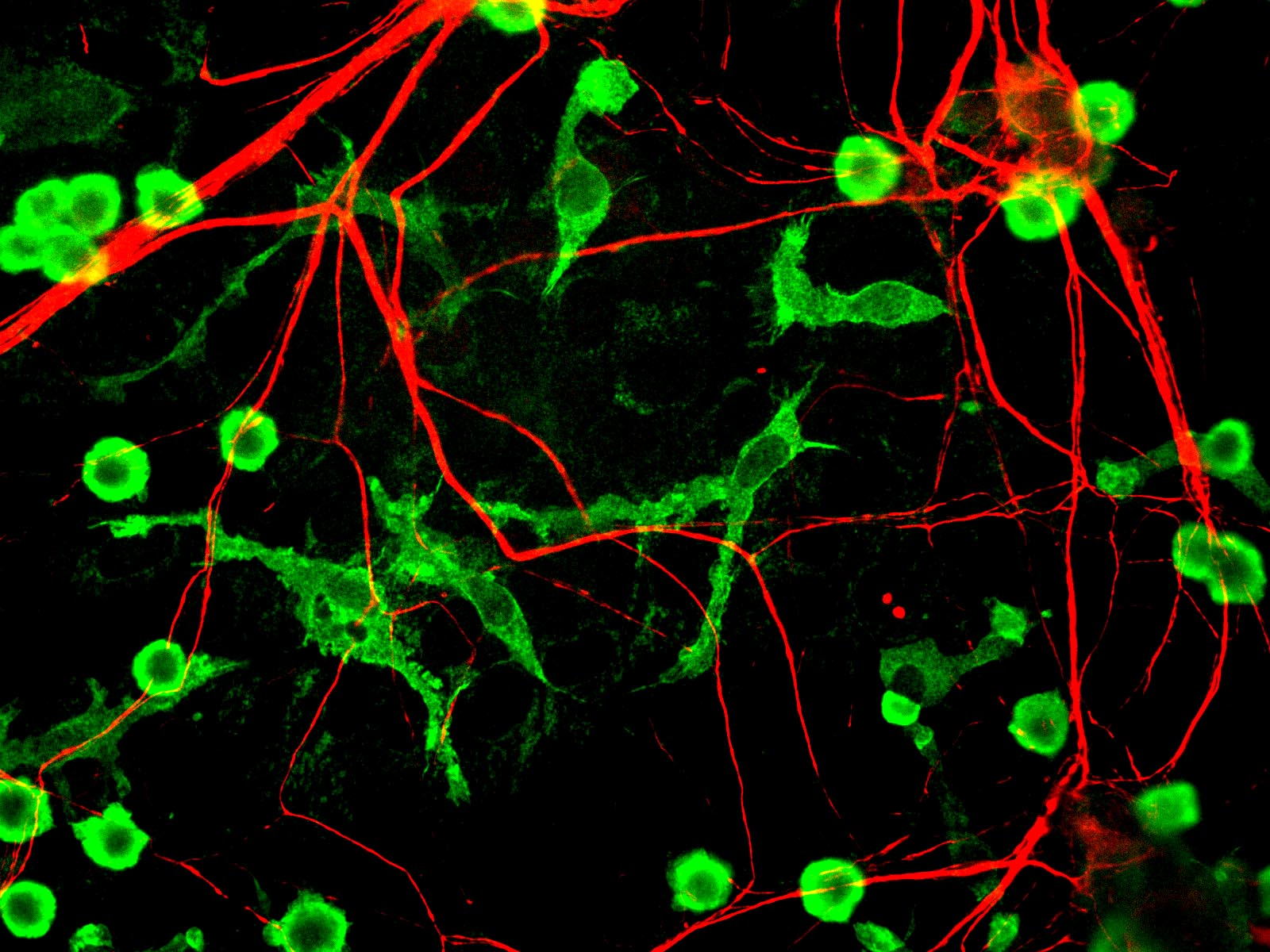
Microglia e neuroni

Proprio in quegli anni la Columbia University e il Presbyterian Hospital siglano un accordo e vengono stanziati ingenti fondi per la ricerca e l'implementazione dei servizi. Diverse personalità di spicco entrano a far parte quindi dello staff del P.H. Tra questi c'è Allen Whipple che viene nominato capo chirurgo e professore di chirurgia e che prende Wilder nel suo staff sia nel lavoro ospedaliero che in quello accademico. Recatosi a Baltimora per assistere a un'operazione di ventricolografia cerebrale, tecnica che proprio in quegli anni veniva introdotta da Walter Dandy, incontra Lewis Weed, un professore di anatomia dell'Università Johns Hopkins, che lo invita a partecipare al progetto per la fondazione del dipartimento di neurologia.
Nel 1912 gli perviene un'offerta di lavoro dal Johns Hopkins Hospital che però egli rifiuta, poco convinto dalle prospettive di miglioramento che la sua preparazione avrebbe potuto avere nell'ambito della neurochirurgia; era infatti fermamente convinto che il futuro della neurologia fosse in una struttura dove neurochirurgia e neurologia si integrassero a vicenda.
Poco dopo inizia a lavorare presso il Neurological Institute of New York sotto la direzione del dottor Charles Elsberg.
Nel maggio del 1923 una donna in cura da lui da molto tempo muore lasciandogli dei soldi con i quali continuerà la ricerca sulla Idrocefalia e nel novembre dello stesso anno, con sua immensa soddisfazione, Allen Whipple gli affida la direzione del dipartimento di neurochirurgia, consentendogli finalmente di dedicare tutti i suoi sforzi a quella che è la sua vera passione.

#### La ricerca e la neurocitologia
Deciso quindi a portare avanti le sue ricerche riesce ad ottenere, grazie all'aiuto di Mrs. Percy Rockefeller, un viaggio a Madrid per studiare il lavoro del premio Nobel Santiago Ramón y Cajal con le quali potrà realizzare delle immagini altamente selettive del tessuto cerebrale. Collaborando con Don Pio del Rio-Hortega, un allievo di Cajal, arriva a convincersi che l'unica possibilità per capire qualcosa di più sui danni e le malattie cerebrali è indagare le cellule non nervose, in particolare quelle che proprio Hortega aveva denominato Microglia. Su questa base continuerà le sue ricerche sulle ferite superficiali alla testa dei conigli (le microglia svolgono infatti un ruolo importante proprio nell'ambito dei tessuti neurali danneggiati), non riuscendo però a vedere i risultati delle sue ricerche pubblicati prima del 1927. Tornato a New York trova ad aspettarlo un nuovo laboratorio di neurocitologia e un'équipe ansiosa di assisterlo nelle sue ricerche. Qui otterrà buoni risultati nello studio delle microglia, pubblicherà diversi lavori e otterrà il riconoscimento del laboratorio da parte della American Neurological Association nel 1927.
Proprio in quel periodo inizia a prendere contatti con Sir Edward William Archibald, un professore di chirurgia della Mc Gill University, il quale vuole creare un grande dipartimento di chirurgia al Royal Victoria Hospital a Montréal, e desidera che sia Penfield a dirigere la sezione della neurochirurgia.
Nel 1928 accetta l'incarico e si reca a Montréal per dirigere la preparazione delle sale operatorie e dei laboratori, il tutto mentre si guarda intorno per cercare fondi e collaborazioni. Nascono in quegli anni altri due bambini, Priscilla e Amos Jefferson.
La sua carriera a Montréal decolla velocemente impegnandolo nell'organizzazione di convegni e nella stesura di un libro sulle malattie cerebrali. Nel suo laboratorio custodisce una quantità di provette piene di tessuto cerebrale di molti dei suoi pazienti, quello che egli definisce “his treasure”. Un giorno mentre incarica uno specializzando di metterle in ordine si accorge che sono scomparse, pensando subito ad un furto metterà in moto tutte le sue conoscenze e utilizzerà tutti i mezzi a sua disposizione nella loro ricerca, salvo poi ritrovarle in una discarica, gettate lì da alcuni operai che avevano recentemente ridipinto il laboratorio.

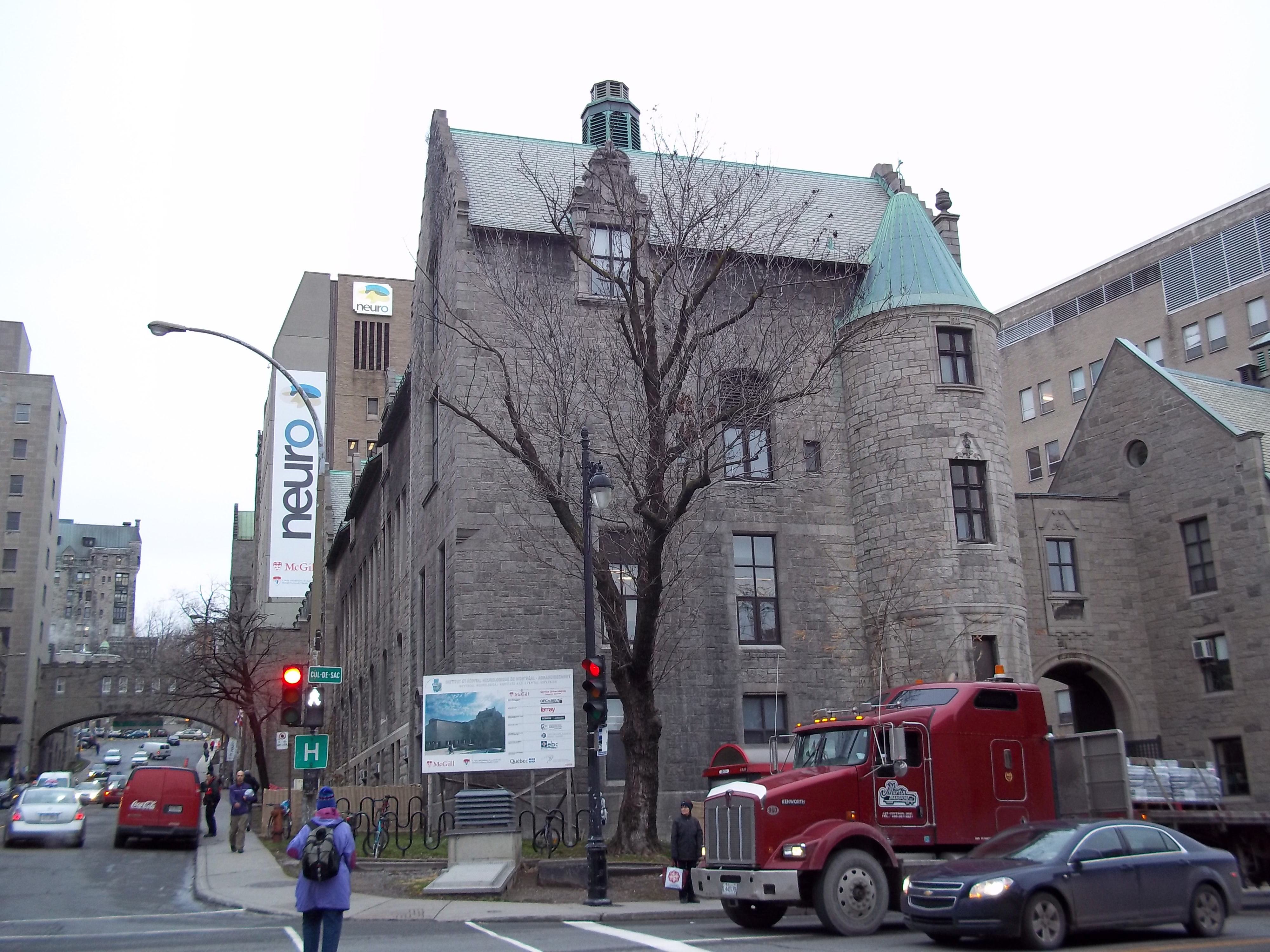
Montréal Neurological Institute

#### Il Montréal Neurological Institute
È in questi anni che inizia a maturare l'idea di un istituto di ricerca specializzato per la neurologia, istituto che egli prevede di affiancare al Royal Victoria Hospital; nel frattempo il suo ambito di ricerca si concentra sempre più sull'epilessia, grazie anche all'aiuto finanziario della famiglia di un bambino preso in cura da lui; in particolare la madre, Mrs Ottmann, contribuirà in modo significativo alla fondazione del Montreal Neurological Institute. Nel 1931 gli viene proposto di partecipare alla riorganizzazione del dipartimento di neurochirurgia della University of Pennsylvania, proposta che però rifiuta avendo recentemente preso contatto con la Fondazione Rockefeller per lo stanziamento dei fondi necessari alla costruzione dell'istituto di ricerca lì a Montréal. Rifiuta anche per un altro motivo, a Filadelfia infatti il suo ruolo si sarebbe inevitabilmente trasformato da quello di chirurgo a quello di amministratore, una posizione che avrebbe senz'altro portato con sé molti onori, ma che lo avrebbe allontanato dal lavoro di ricerca e da quello manuale che lui così tanto amava. Il 21 aprile del 1932 sul The New York Times compare un articolo in cui la Fondazione Rockefeller conferma di aver in atto un investimento con la Mc Gill University.
E così, dopo tanti anni di lavoro e molti rinvii, il 27 settembre 1934 la Mc Gill University inaugura il Montreal Neurological Institute. Sarà proprio nel 1934 che Penfield prenderà la cittadinanza canadese. Nel 1960, dopo la morte di Bill Cone, uno dei suoi più cari amici e colleghi, Wilder Penfield si ritirerà dalla professione.

#### Il successo e le grandi scoperte
Con il tempo il suo istituto acquista sempre più una dimensione internazionale e diviene modello per molti altri centri di ricerca. Accorrono a lavorare con lui grandi personaggi: Herbert Jasper, pioniere dell'elettroencefalografia, K.A.C. Elliot, rinomato chimico, e tanti altri come Brenda Milner, William Feindel e Preston Robb. Nel 1941 pubblica una serie di libri e di articoli in cui riferisce le sue scoperte in ambito neurologico; egli si interessa in particolare di un tipo di attacco epilettico che deriva da un disturbo dei lobi temporali del cervello, dà inoltre importanti suggerimenti sul ruolo giocato dall'ippocampo nel meccanismo della memoria. Scopre addirittura che stimolando particolari aree della corteccia cerebrale si innesca una cascata di ricordi nel paziente, così vividi e ricchi di particolari da dare al soggetto la sensazione di stare provando nuovamente quelle sensazioni.
Un altro campo di studio che approfondisce durante le sue mappature della corteccia cerebrale è quello inerente al meccanismo del linguaggio. Egli compie questi studi molto specifici grazie alla pratica di operare pazienti coscienti, i quali possono riferire immediatamente gli effetti della stimolazione della corteccia esposta. Nel 1959 pubblica le sue intuizioni in merito.
Nel tentativo di comprendere il fenomeno della coscienza egli propone l'ipotesi di un'area subcorticale negli emisferi cerebrali, che sarebbe dovuta essere la base dei comportamenti intenzionali e della consapevolezza conscia. Quest'ipotesi, seppure con qualche modifica, è tuttora accettata e definita da alcuni come “un ponte concettuale tra il cervello e la mente attraverso cui l'uomo non potrà mai passare”.
Penfield lavora nell'istituto fino all'età di settant'anni ma anche in pensione continua ad allargare i suoi ambiti di ricerca. Si interessa molto all'unità familiare nella società moderna e alla filosofia della filantropia, in particolare per ciò che concerne la Fondazione Rockefeller. Nel 1975, un anno prima di morire, pubblica “The Mystery of the Mind”, dove raccoglie tutte le sue idee sul cervello e sulla mente. Il 5 aprile 1976 muore a causa di un cancro, pochi giorni dopo aver terminato la sua autobiografia “No Man Alone: a neurosurgeon's life”.
Oggi riposa nella tomba di famiglia presso il cimitero di Austin, Québec.